# Temesvári Állami Német Színház
A Temesvári Állami Német Színház 1953-ban alapított színtársulat Temesváron, Románia egyedüli német nyelvű színháza. A kultúrpalota (volt Ferenc József Színház) jobb oldali szárnyában működik, egy százfős teremben, amelyet a Temesvári Állami Magyar Színházzal közösen használ.

## Története
A temesvári német színjátszás története a 18. század közepéig nyúlik vissza. A nagy számú osztrák tisztviselő és katonatiszt jelenléte a városban megteremtette a német kultúra iránti igényt. Eleinte csak berlini, bécsi és pesti vándortársulatok léptek fel Temesváron. 1757-ben már jelentkezett a szándék egy állandó épület biztosítására a német nyelvű színház számára. 1758-ban a régi városháza épületében egy színháztermet alakítottak ki. 1772-től kezdve hetente egyszer tartottak előadásokat. 1776-tól a színház az 1761-ben épült városháza épületében kapott helyet, ami a mai Nikolaus Lenau Líceum helyén állt a Dóm téren. Műsorán leginkább a német klasszikus szerzők darabjai szerepeltek.
1871 szeptemberében tették le a Ferenc József Színház alapkövét, amely 1875. szeptember 22-én nyílt meg. A városi közgyűlés 1898. november 20-i határozata alapján a városi színházat csakis magyar nyelvű előadásokra adja ki, ezzel 1899-ben a német színjátszás megszűnt.
A Temesvári Német Színpadot egy 1953. január 1-jei minisztertanácsi rendelet alapította a Temesvári Állami Színház tagozataként. Az ünnepélyes megnyitásra 1953. július 27-én került sor Heinrich Laube Die Karlsschüler című darabjával.
1956. július 31-én egy újabb minisztertanácsi rendelettel a német tagozat Temesvári Állami Német Színház néven önállóvá vált. A rendszerváltásig 269 darabot és szórakoztató műsort adtak elő, több mint 150 településen; az összesen 9135 előadást 2 416 072 néző tekintette meg. A műsoron Schiller, Lessing, Goethe, Brecht, Remarque, Hebbel, Kleist, Johann Nepomuk Nestroy, Ludwig Anzengruber, Franz Grillparzer, Ludwig Thoma, Ödön von Horváth, Gerhart Hauptmann, Georg Büchner, Frank Wedekind, Molière, Jevgenyij Svarc, Goldoni, Beaumarchais, Shakespeare, Ibsen, Wilde, O’Neill, Gogol, G. B. Shaw, Federico García Lorca, Gorkij, Ion Luca Caragiale, Mihail Sebastian, Horia Lovinescu, Camil Petrescu, Aurel Baranga, Ion Băieșu, Hans Kehrer, Irene Mokka, Ludwig Stefan Schwarz, Ricarda Terschak, Josef Jochum művei szerepeltek.
Az 1980-as években a színház nehéz helyzetbe került: az 1981/1982-es évad elején a társulatból 14 színészt bocsátottak el, akik a Németországba településért folyamodtak, 1983-ban pedig az állami támogatást radikálisan lecsökkentették. A nézők száma a német lakosság kivándorlása következtében lecsökkent: az első és második évtizedben a viszonylag stabil nézőszám (784 539, illetve 794 291) a harmadik évtizedre majdhogynem megfeleződött (421 587), a negyedik évtizedben tovább apadt (274 102), a következő öt évben pedig már csak 11 341 volt. 2025-ben a nézők 90%-a már nem német nyelvű.
Alapítása óta több mint 400 darabot adtak elő mintegy 2,5 milló néző előtt. Előadásokat tartottak Románia összes németek lakta településén, és vendégszerepeltek a Német Demokratikus Köztársaságban; 1989 után eljutottak a Német Szövetségi Köztársaságba, Ausztriába, Lengyelországba, Magyarországra, Franciaországba, Horvátországba és Szerbiába is.

## Leírása
A társulat repertoárszínházként működik, 108 állandó alkalmazottal. Az előadások nyelve a német, 1993 óta román szinkrontolmácsolással. A színészek között vannak németországiak, kevés romániai német és több (olykor német gyökerekkel rendelkező) román, aki az iskolában tanult németül. Műsorán megtalálhatók a klasszikus és kortárs drámairodalom darabjai, zenés művek, gyermek- és ifjúsági darabok is. Évadonként mintegy öt bemutatót tartanak, körülbelül nyolcvan előadással.
A színház fenntartója Temesvár önkormányzata, de projekttámogatásokban is részesülnek a stuttgarti Institut für Auslandsbeziehungen, Baden-Württemberg Dunai Sváb Kulturális Alapítványa és egyéb bel- és külföldi intézmények révén.
2005-ben partnerkapcsolatot létesítettek a bruchsali Badische Landesbühnével; az előadások és művészek cseréje nagy sikert aratott mindkét ország nézői körében.
A színház 2009 óta rendezi meg az Eurothalia Európai Színházfesztivált.

## Igazgatói
- Rudolf Chati (1953–1956)
- Johann Székler (1956–1971)
- Bruno Würtz (1971–1974)
- Hans Linder (1974–1983)
- Ildikó Jarcsek-Zamfirescu (1983–2001)
- Alexandra Gandi-Ossau (2001–2003)
- Ida Jarcsek-Gaza (2003–2007)
- Lucian Vărșăndan (2007–2017)

## Híres színészei
- Ottmar Strasser
- Hans Kehrer
- Margot Göttlinger
- Helga Sandhof
- Irmgard Schati
- Peter Schuch
- Julius Vollmer
- Alexander Ternovits
- Josef Jochum
- Hadamut Martha Becker
- Karin Decker
- Alexander Stefi
- Colin Buzoianu
- Alexandru Mihăescu

## Fordítás
- Ez a szócikk részben vagy egészben  a   Deutsches Staatstheater Temeswar című német Wikipédia-szócikk ezen változatának fordításán alapul.  Az eredeti cikk szerkesztőit annak laptörténete sorolja fel. Ez a jelzés csupán a megfogalmazás eredetét és a szerzői jogokat jelzi, nem szolgál a cikkben szereplő információk forrásmegjelöléseként.